# Wspólnota administracyjna Polling
Wspólnota administracyjna Polling – wspólnota administracyjna (niem. Verwaltungsgemeinschaft) w Niemczech, w kraju związkowym Bawaria, w rejencji Górna Bawaria, w regionie Südostoberbayern, w powiecie Mühldorf am Inn. Siedziba wspólnoty znajduje się w miejscowości Polling.
Wspólnota administracyjna zrzesza dwie gminy wiejskie (Gemeinde): 
- Oberneukirchen, 822 mieszkańców, 19,60 km²
- Polling, 3 362 mieszkańców, 43,82 km²